# Parabothus taiwanensis
Parabothus taiwanensis is een straalvinnige vissensoort uit de familie van botachtigen (Bothidae). De wetenschappelijke naam van de soort is voor het eerst geldig gepubliceerd in 1993 door Amaoka & Shen.